# Cuento de viejas
Un cuento de viejas es una supuesta verdad que en realidad es espuria o una superstición. A veces se puede decir que es un tipo de leyenda urbana, que se dice que las mujeres mayores transmiten a una generación más joven. Dichos cuentos se consideran superstición, folclore o afirmaciones no verificadas con detalles exagerados y/o inexactos. Los cuentos de viejas a menudo se centran en las preocupaciones tradicionales de las mujeres, como el embarazo, la pubertad, las relaciones sociales, la salud, la herbolaria y la nutrición.

## Orígenes
Se cree que el término cuento de viejas proviene del inglés old wives' tale; en este contexto, la palabra wives, plural de wife, significa «mujer» en lugar de «mujer casada». Este uso proviene del inglés antiguo wif («mujer») y es similar al alemán Weib (que también significa «mujer»). Este sentido de la palabra todavía se usa en inglés moderno en construcciones como midwife («comadrona») y fishwife («pescadera»).
Los cuentos de viejas a menudo se invocan para desalentar ciertos comportamientos, generalmente de los niños, o para compartir el conocimiento de curas populares para dolencias que van desde dolores de muelas hasta disentería.
El concepto de cuentos de viejas ha existido durante siglos. En 1611, la Biblia del rey Jaboco inglesa se publicó con la siguiente traducción de un versículo en I Timoteo: But refuse profane and old wives' fables, and exercise thyself [rather] unto godliness («Pero desecha las fábulas profanas y de viejas, y ejercítate [más bien] para la piedad») (I Timoteo 4: 7 KJV).
Los cuentos de viejas se originan en la tradición oral de la narración de cuentos. Eran generalmente propagados por mujeres analfabetas, que se contaban historias entre sí o a los niños. Las historias no intentan moralizar, sino enseñar lecciones y hacer que conceptos difíciles como la muerte o la mayoría de edad sean fáciles de entender para los niños. Estas historias también se usan para asustar a los niños para que no hagan ciertas cosas.
Estos cuentos a menudo han sido recopilados por hombres alfabetizados y convertidos en obras escritas. Muchos cuentos de hadas de Basile, Perrault y los Grimm tienen sus raíces en la tradición oral de las mujeres. Estos escritores masculinos tomaron las historias de las mujeres, con sus valientes e inteligentes heroínas y héroes, y las convirtieron en cuentos morales para niños.